# CBN São Paulo
CBN São Paulo é uma emissora de rádio brasileira sediada na cidade de São Paulo, capital do estado homônimo. Opera no dial FM, na frequência 90,5 MHz e é uma emissora própria e cabeça de rede da CBN, gerando sua programação com a CBN Rio de Janeiro. Seus estúdios estão localizados no Butantã, dividindo as instalações com a Editora Globo no Edificio River One, e seus transmissores estão na Torre da Globo, no Espigão da Paulista.

## História
Entrou no ar em 1.º de outubro de 1991, substituindo a Rádio Excelsior, e sendo a cabeça de rede da CBN que era inaugurada oficialmente naquele dia. Em 1995, passou a ocupar o espaço da X FM em FM 90,5 MHz.
Em 5 de março de 2018, a CBN São Paulo deixou sua sede na Santa Cecília, onde funcionou por 26 anos, e passou a operar a partir de novos estúdios no 24.º andar do edifício Tower Bridge Corporate, dentro do Centro Empresarial Nações Unidas, no Brooklin Novo, juntamente com a Rádio Globo São Paulo.
Em agosto de 2018, o Sistema Globo de Rádio comunica o desligamento de suas rádios AM, que passariam a operar somente com suas frequências no FM, o que incluiu a CBN São Paulo. Inicialmente, o desligamento aconteceria em 1.º de setembro, sendo adiado para o dia 3. O desligamento dos 780 kHz ocorreu por volta das 8h da manhã.
Em 1.º de março de 2021, a emissora mudou novamente de endereço e passou a funcionar na sede da Editora Globo no Jardim Paulista, integrando a sua redação com as publicações jornalísticas do Grupo Globo, da mesma forma que já acontecia com a CBN Rio de Janeiro, que funcionava em conjunto com os veículos do Infoglobo desde 2018.
Em 5 de outubro de 2023, a CBN São Paulo ficou fora do ar por duas horas devido a uma queda de energia na região da Avenida 9 de Julho, onde ficam os estúdios da emissora, no dia anterior. Por volta das 11h15 da manhã, a programação foi interrompida após o esgotamento dos geradores e baterias, remanejando a operação da rádio para as filiais do Rio de Janeiro e de Brasília, sendo a primeira vez na história que a emissora sai do ar. A situação foi normalizada apenas no final da tarde.
Em 21 de fevereiro de 2025, a CBN anunciou mudanças de seu endereço, saindo do edifício Barros Loureiro na Avenida 9 de Julho, e passando a operar no edifício River One no Butantã. Os novos estúdios passaram a contar com uma vista panorâmica da Marginal Pinheiros. As operações da Editora Globo também foram transferidas para o novo local. Apesar de não ter sido oficialmente anunciada dias antes, em 17 de fevereiro de 2025, o Jornal da CBN foi o primeiro programa produzido direto do novo local. 